# Stephen Glass
Stephen Glass (ur. 23 maja 1976 w Dundee) – szkocki piłkarz, występujący na pozycji pomocnika. Obecnie trener Aberdeen F.C.